# Alliopsis ctenostylata
Alliopsis ctenostylata este o specie de muște din genul Alliopsis, familia Anthomyiidae, descrisă de Li și Deng în anul 1981. Conform Catalogue of Life specia Alliopsis ctenostylata nu are subspecii cunoscute.